# ダグラス窩
ダグラス窩（-か；Douglas' pouch）は、人体における腹膜腔の一部、子宮と直腸の間に存在するもの。直腸子宮窩とも言う。子宮は女性にしかないので、ダグラス窩は女性にしか存在しないが、男性の同様の位置に対応する窩（=くぼみ）である「膀胱直腸窩」を便宜的にダグラス窩と呼ぶこともある。英解剖学者J.Douglas(1675〜1742）の名にちなむ。

## 臨床的意義
ダグラス窩は立位でも背臥位でも腹膜腔の最下部に位置するため、水分や血液、また腹腔内に存在する細胞などが溜まりやすい。ここを穿刺することにより、その内容物の検査ができる。

## ダグラス窩穿刺
膣の膣円蓋に注射針を刺すことによりダグラス窩に溜まった膿を吸引することができる。これをダグラス穿刺と呼ぶ。